# マクシム・メダール
マクシム・メダール（Maxime Medard、1986年11月16日 - ）は、フランスの元ラグビー選手。

## プロフィール
- フランス・トゥールーズ出身。
- 現役時代のポジションはウィング(WTB)、センター(CTB)、フルバック(FB)。
- 身長 180cm、体重 88kg
- フランス代表通算キャップ数は63でラグビーワールドカップ2011・ラグビーワールドカップ2019のフランス代表に選ばれた[1]。

## 略歴
2004年、トゥールーズに加入。
2022年、現役を引退した。